# Stenella
Stenella es un género de cetáceos odontocetos de la familia Delphinidae que reúne cinco especies. El género recibe su nombre en honor al naturalista danés Niels Stensen.
El nombre común para estas especies es delfines manchados.
Se encuentran en mares templados y tropicales de todo el mundo.

## Especies
- Stenella attenuata - delfín manchado tropical o ensillado.
- Stenella clymene - delfín acróbata de hocico corto.
- Stenella coeruleoalba - delfín listado.
- Stenella frontalis - delfín manchado del Atlántico.
- Stenella longirostris - delfín acróbata de hocico largo.